# 硝子の塔の殺人
『硝子の塔の殺人』（がらすのとうのさつじん）は、知念実希人による日本の小説。2021年7月30日に実業之日本社から刊行された。表紙絵は青依青が担当。
ミステリを愛する大富豪の呼びかけで、地上11階・地下1階の硝子の館に集まった刑事、霊能力者、小説家、料理人など難癖のあるゲストたちによって、硝子の館で起きた謎が謎を呼ぶ殺人事件と13年前の事件の因果が解き明かされていくさまを描く。
2022年本屋大賞ノミネート作品。

## 硝子館
長野県北アルプスの南部蝶ヶ岳の中腹のスキー場跡に建つ、円錐状のガラス製の建築物。建築基準法や火災予防条例を全無視して建造した。最上階が神津島コレクションを収めた展望室。
この地では、13年前にスキー場で暴行された女性が血まみれで発見され、近くのペンションの地下に監禁されていたことが判明し、ペンションオーナーの冬樹が重要参考人とされたが、冬樹は森に逃げ込み直後に雪崩が発生し死亡とされた。その後ペンションの地下からは11人分の白骨死体も発見された。事件の風評被害もありスキー場は閉鎖、周辺の宿泊施設等も閉業に追い込まれ、神津島が格安で一帯を購入し、一旦更地としてから、硝子の館を建設した。

## 登場人物

### 壱の部屋
神津島太郎（）
「硝子の館」の主人。数年前まで生命工学科の教授だったが、5年前に心筋梗塞を起こし硝子の館に移住し閉じこもる。最近「毒」を手に入れたと周囲の人間に公表していた。

### 弐の部屋
加々見剛（）
長野県警捜査一課の中年の刑事。口調は命令調。

### 参の部屋
酒泉大樹（）
料理人は、通いで数名がローテーションで入っている。酒泉は巴に気がありデートに誘ったりしている。

### 肆の部屋
一条遊馬（）
医師。中学時代よりミステリ小説を読むのが好き。難病の妹がいるが、特効薬の市販化に特許を持つ神津島が難色を示したため神津島の専属医となり、暗殺の機会をうかがっている。妹の介護のため山麓に住み、週に数回通っている。

### 伍の部屋
碧月夜（）
20代半ばと思しき男装の女性探偵。但し本人は自身のことを「名探偵」と称しており、浮世離れした言動をする。

### 陸の部屋
巴円香（）
「硝子の館」の住み込みのメイド。

### 漆の部屋
夢読水晶（）
霊能力者。テレビ番組にも出演しているが、正真正銘の霊能力者であるかが疑われている。

### 㭭の部屋
九流間行進（）
小説家。本格ミステリ界の重鎮。

### 玖の部屋
左京公介（）
月刊誌「月刊超ミステリ」編集長。

### 拾の部屋
老田真三（）
「硝子の館」の住み込みの執事。

### その他
上記登場人物以外にも、作者の別作品「天久鷹央の推理カルテ」に登場する天久鷹央を硝子の塔に呼ぼうとしたが断られたことをほのめかしている神津島の発言もあった。

## 書誌情報
- 知念実希人『硝子の塔の殺人』、実業之日本社、2021年7月30日発売、ISBN 978-4-408-53787-0